# Brett Pill
Pour les articles homonymes, voir Pill (homonymie).
Brett Michael Pill (né le 9 septembre 1984 à San Dimas, Californie, États-Unis) est un joueur de premier but au baseball. Il rejoint pour 2014 les Kia Tigers de la KBO en Corée du Sud après 3 saisons en Ligue majeure de baseball chez les Giants de San Francisco.

## Carrière

### Giants de San Francisco
Brett Pill est repêché au 45e tour de sélection par les Yankees de New York en 2005 alors qu'il évolue à l'Université d'État de Californie à Fullerton. Il ne signe cependant pas de contrat avec le club et poursuit sa carrière universitaire. Il est drafté en septième ronde par les Giants de San Francisco en 2006 et rejoint un club-école de la franchise dans les ligues mineures.
Pill fait ses débuts dans le baseball majeur le 6 septembre 2011 avec San Francisco. Son premier coup sûr au plus haut niveau est un coup de circuit à son premier passage au bâton. Il le réussit contre le lanceur des Padres de San Diego Wade LeBlanc. Le lendemain, 7 septembre, il devient le deuxième joueur de l'histoire de la franchise des Giants après John Bowker à réussir des coups de circuit à ses deux premières parties jouées dans les majeures. Il maintient une moyenne au bâton de 0,300 avec deux circuits et neuf points produits en 15 matchs des Giants en 2011.
Il s'aligne avec les Giants qui sont champions de la Série mondiale 2012 mais ne joue pas en séries éliminatoires. Bloqué par Brandon Belt au premier but chez les Giants, ceux-ci l'envoient à l'occasion au champ extérieur mais il a peu d'occasions de jouer. Il ne dispute que 48 parties des saisons 2012 et 2013. 
En 111 matchs pour San Francisco de 2011 à 2013, Pill frappe pour 0,233 de moyenne au bâton avec 9 circuits, 32 points produits et 28 points marqués.

### Corée du Sud
En décembre 2013, les Giants de San Francisco cèdent leurs droits sur Pill à l'équipe des Kia Tigers de l'Organisation coréenne de baseball.